# WASP-19b
WASP-19b, denumită oficial Banksia, este o exoplanetă remarcabilă prin deținerea uneia dintre cele mai scurte perioade orbitale ale oricărui corp planetar cunoscut: 0,79 zile sau aproximativ 18,932 ore. Are o masă apropiată de cea a lui Jupiter (1,15 mase joviene), dar are o rază mult mai mare în comparație (de 1,31 ori mai mare decât cea a lui Jupiter, sau 0,13 raze solare); făcându-l aproape de dimensiunea unei stele de masă mică. Orbitează în jurul stelei WASP-19 din constelația Velele. La momentul descoperirii, era Jupiterul fierbinte cu cea mai scurtă perioadă cunoscută, deoarece planetele cu perioade orbitale mai scurte aveau o compoziție stâncoasă sau metalică.
Un studiu din 2012, care a utilizat efectul Rossiter–McLaughlin, a determinat că orbita planetară este bine aliniată cu planul ecuatorial al stelei, cu o abatere de -15 ±11°.
În 2013, eclipsele secundare și fazele orbitale au fost abia observate în datele culese cu telescopul ASTEP, marcând prima detecție de acest tip prin observații la sol. Acest lucru a fost posibil datorită dimensiunii mari a planetei și axei sale semi-majore mici. 
În 2019, planeta a fost observată cu TESS, iar eclipsa sa a fost măsurată. Variațiile ample cauzate de aspectul schimbător al feței încălzite a planetei au fost, de asemenea, măsurate. Studiul a dedus că partea diurnă are o temperatură de 2240 ± 40 K (1967 ± 40 °C ) și că planeta reflectă 16 ± 4% din lumina incidentă. Ultima valoare este relativ ridicată în comparație cu alte planete.
În pofida perioadei orbitale scurte, degradarea orbitală a lui WASP-19b nu a fost detectată până în 2019.

## Nomenclatură
În august 2022, această planetă și steaua sa gazdă au fost incluse printre cele 20 de sisteme ce urmau să fie numite de către al treilea proiect NameExoWorlds. Numele aprobate, propuse de o echipă de la Școala Primară Brandon Park din Wheelers Hill (Melbourne, Australia), condusă de omul de știință Lance Kelly și profesorul David Maierhofer, au fost anunțate în iunie 2023. WASP-19b se numește Banksia, iar steaua sa gazdă se numește Wattle, după plantele Banksia și Acacia. 

## Atmosfera
În decembrie 2013, oamenii de știință care lucrau cu Telescopul Spațial Hubble au raportat detectarea vaporilor de apă în atmosfera exoplanetei.
În septembrie 2017, astronomii care utilizau Very Large Telescope de la European Southern Observatory au raportat detectarea oxidului de titan (TiO) în atmosfera lui WASP-19b. Aceasta a fost prima oară când oxidul de titan a fost detectat în atmosfera unei exoplanete. De asemenea, au detectat o ceață puternic împrăștiată în atmosferă, precum și elementul sodiu, și au confirmat suplimentar prezența apei.  Ceața puternică și semnalul de oxid de titan abia perceptibil au fost confirmate în 2021, în timp ce nu au putut fi găsite semne de apă sau metale alcaline.
Un studiu care a utilizat datele TESS a concluzionat că atmosfera lui WASP-19b este moderat eficientă în transportul căldurii de pe partea diurnă spre partea nocturnă.

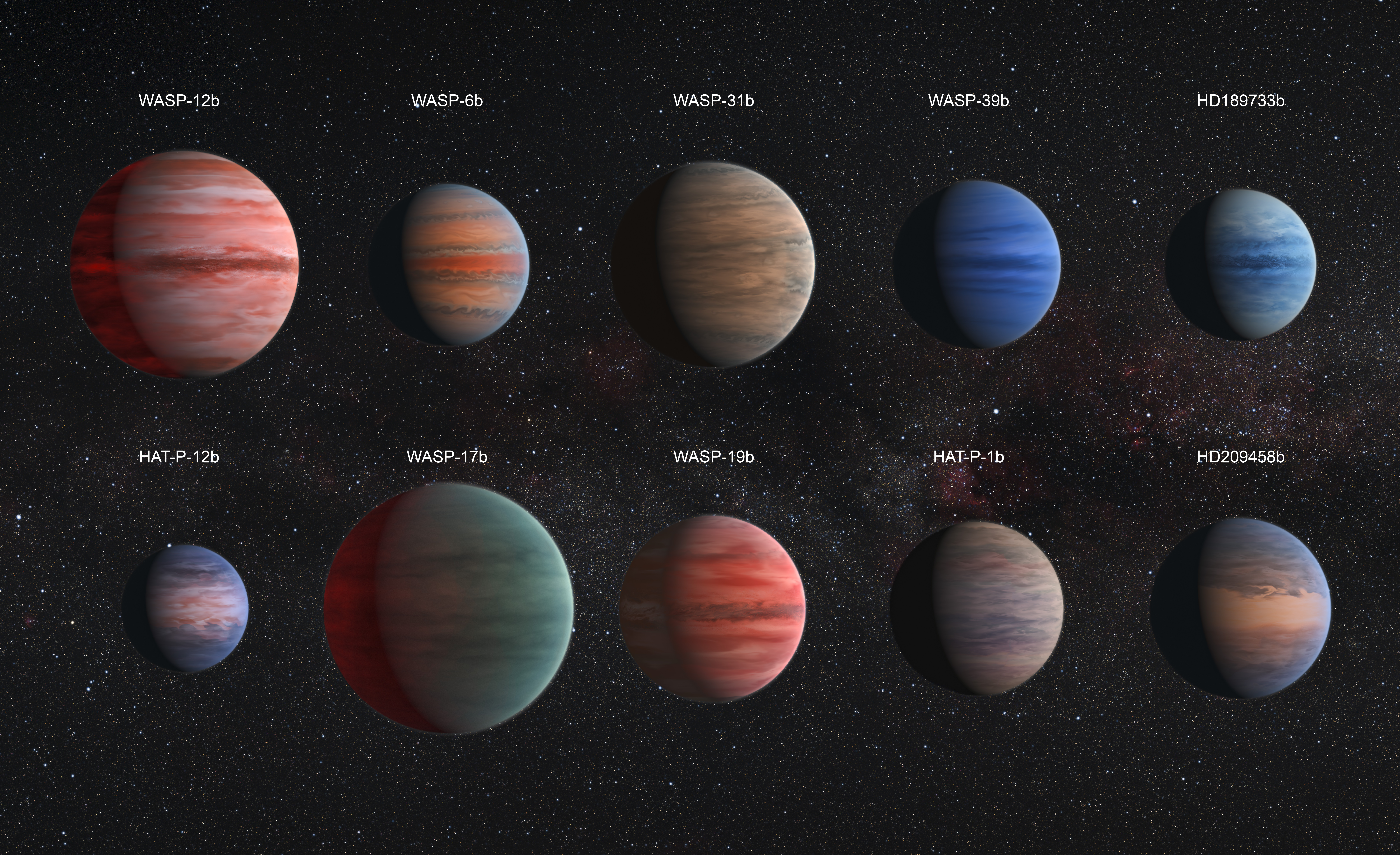
Comparație dintre exoplanete de tip „Jupiter fierbinte” (concept de artist).
De la stânga sus la dreapta jos: WASP-12b, WASP-6b, WASP-31b, WASP-39b, HD 189733b, HAT-P-12b, WASP-17b, WASP-19b, HAT-P-1b și HD 209458b.